# Acrothericles viridithorax
Acrothericles viridithorax är en insektsart som beskrevs av Marius Descamps 1977. Acrothericles viridithorax ingår i släktet Acrothericles och familjen Thericleidae. Inga underarter finns listade i Catalogue of Life.